# BET1
BET1‏ (Bet1 golgi vesicular membrane trafficking protein) هوَ بروتين يُشَفر بواسطة جين BET1 في الإنسان.